# Islam: The Untold Story
Islam: The Untold Story ist ein Dokumentarfilm des englischen Autors und Historikers Tom Holland, der die historischen Ursprünge des Islams beleuchtet.

## Inhalt
Der Film untersucht die Ursprünge des Islams und kritisiert die traditionelle, orthodoxe Darstellung seiner Entstehungsgeschichte, indem er behauptet, dass es für diese traditionell überlieferten Geschichten keine ausreichenden Beweise gebe. Die Dokumentation wurde vom britischen Fernsehsender Channel 4 in Auftrag gegeben und im August 2012 erstmals gesendet. Die Veröffentlichung erfolgte nach der Publikation von Hollands Buch In the Shadow of the Sword: The Battle for Global Empire and the End of the Ancient World (2012), in dem er die Ursprünge des Islams und den Aufstieg des arabischen Imperiums diskutiert.
Holland übernimmt die kontrovers diskutierten Thesen von Patricia Crone als Basis. Er sieht wenig Belege, wie die Genese der islamischen Religion verlaufen sei, und behauptet, die Stadt Mekka sei nicht der Geburtsort Mohammeds und damit auch nicht der Ursprungsort des Islams. Während er die Existenz Mohammeds als reale historische Figur nicht in Frage stellt, behauptet er, dass viele Elemente des islamischen Gründungsmythos viel später, während der Zeit des arabischen Imperiums entstanden seien.

## Entstehung des Films und Reaktionen von Publikum und Sender
Ausgehend von In the Shadow of the Sword hatte der britische TV-Sender Channel 4 Holland mit der Produktion einer dokumentarischen Sendung über die Ursprünge des Islams beauftragt. Eine Sprecherin des Senders kündigte die Dokumentation als Teil ihrer „Wiedergutmachung zur Unterstützung und Stimulation einer gut informierten Debatte von einer ganzen Anzahl von Themen“ an, wobei „etablierte Sichtweisen herausgefordert würden“ und Zugang zu alternativen Perspektiven und Informationen geboten würde.
Die Reaktion auf den Dokumentarfilm war kontrovers. Die Rezeption der Massenmedien war gemischt, aber Mitglieder der islamischen Gemeinschaft in Großbritannien waren der Meinung, dass Holland Beweise ignoriert habe. Der Sender erhielt über 1200 Beschwerden. Da nach Aussagen des Senders Gewaltaktionen von militanten Muslimen befürchtet wurden, sagte Channel 4 eine öffentliche Vorführung der Sendung in seiner Sendezentrale ab.
Die Dokumentation ging am 28. August 2012 auf Sendung, nachdem die BBC einen Monat zuvor die erste Episode von Citizen Khan ausgestrahlt hatte. Diese Sitcom handelt von britischen Muslimen pakistanischer Herkunft und brachte der BBC 200 Beschwerden ein. Einige dieser Beschwerden wiederholten sich bei den Reaktionen auf die Ausstrahlung von Hollands Dokumentation.

## Der Autor
Tom Holland wuchs christlich auf, hat einen Bachelorabschluss in Englisch und Latein von der Universität Cambridge und ist Autor populärer Geschichtsbücher über die antike Welt: Rubicon: The Last Years of the Roman Republic (2003), Persian Fire: The First World Empire and the Battle for the West (2005), und Millennium: The End of the World and the Forging of Christendom (2008).
Im Jahre 2012 veröffentlichte Holland sein viertes Werk In the Shadow of the Sword: The Battle for Global Empire and the End of the Ancient World, worin der Zusammenbruch des römischen und des persischen Reiches, der Aufstieg des arabischen Reichs und die parallele Ausbreitung des Islams untersucht wird.
Holland sagte in einem Interview mit The Spectator, dass er den islamischen Glauben, wonach der Koran das Wort Gottes sei, zurückweise und dass er glaube, der Koran sei „sehr eindeutig“ von einem Menschen in der Spätantike geschrieben worden. Er wies auf einen „Mangel an Quellen“ hin, mit denen man den Ursprung des Islams nach geschichts- und literaturwissenschaftlich gängigen und üblichen Grundregeln weitgehend untermauern, absichern und verifizieren könnte, und im Weiteren darauf, dass alle Religionen ihre eigene Hintergrundgeschichte konstruierten und unterschiedliche Versionen oder Interpretationen ihrer Geschichte auslöschten.

## Thesen des Films
In Islam: The Untold Story setzt sich Holland mit den Ursprüngen des Islams auseinander. Er reist nach Saudi-Arabien und besucht dort arabische Beduinen, um ihre Version über den Ursprung ihrer Religion zu hören. Holland spricht dann mit Seyyed Hossein Nasr, einem praktizierenden Muslim, der Islamische Studien an der George Washington University lehrt, und Patricia Crone, einer nicht-muslimischen Historikerin der islamischen Geschichte am Institute for Advanced Study. Nasr verteidigt die islamische Darstellung der Geschichte des Glaubens, indem er auf seine Entwicklung innerhalb der Oral History hinweist, während Crone die Vertrauenswürdigkeit der Oral History und somit die islamische Darstellung anzweifelt.
Holland schaut auf die frühesten Beweise für Mohammed, Mekka und Islam im ersten Jahrhundert des arabischen Imperiums und betont einen Mangel an dementsprechenden historischen Beweisen. Da nur sehr wenige muslimische Zeugnisse aus dem 7. Jahrhundert existierten, hält er es für verdächtig, dass 30 Jahre nach Mohammeds Tod Muʿāwiya I. Herrscher des arabischen Imperiums in Jerusalem wurde, obwohl er kaum Anzeichen dafür zeige, dass er Muslim sei, und dass auf den Inschriften, Münzen und Dokumenten von Muawiyah weder Mohammed noch der Islam zu finden seien. Holland bemerkt des Weiteren, dass es in datierbaren Texten bis hundert Jahre nach Mohammeds Tod, abgesehen von einer vieldeutigen Nennung im Koran, keine Bemerkung über Mekka gebe. Er betont, dass der Prophet Mohammed im Koran anscheinend Bauern und Landwirte anspreche, während seine Gegner als Viehzüchter beschrieben werden, die auch Oliven und Wein anbauen. Dies scheint eine Umgebung zu beschreiben, die es in Mekka nicht gibt, weil es dort keine Landwirtschaft gegeben habe. Deshalb behauptet Holland, dass die Lage Mekkas, wie sie im Koran beschrieben wird, eher auf eine Stadt in der Negev-Wüste passe, im Gebiet des heutigen südlichen Israel.
Holland deutet an, dass unter der Regentschaft des arabischen Kalifen Abd al-Malik (Umayyaden) das Imperium zum Großteil islamisch wurde und Mekka absichtlich, jedoch fälschlicherweise als Geburtsort von Mohammed und Islam ausgesucht worden sei, um der Religion arabische Ursprünge zu verleihen. Holland argumentiert, dass auf diese Weise die neue Religion keine Verbindung zum christlichen oder jüdischen Erbe hätte, was aber an einem heiligen Ort im Negev offensichtlich wäre.

## Rezeption
Christopher Howse vom Daily Telegraph bewertete die Dokumentation mit zwei von fünf möglichen Sternen. Seiner Ansicht nach scheitert der Film daran, ein visuelles Vakuum zu füllen. Handwerklich schlecht gemacht seien zudem die häufigen Pausen von Holland in der Mitte eines Satzes. Zudem würde Holland in seiner gesamten Dokumentation wenig herausfinden und auch wenig Substantielles zeigen, stattdessen verwende er den Film, um seine Theorie zu untermauern, dass der Islam erfunden worden sei, um den arabischen Expansionsdrang zu rechtfertigen beziehungsweise erst anzutreiben. John Grace vom Guardian gab an, eine Menge Geschichte aus der Dokumentation gelernt zu haben, und nennt Hollands Thesen gut argumentiert und faszinierend, gibt aber zu bedenken, dass diese für Gläubige blasphemisch wirken können. Er bezeichnet jedoch das Ende, als Holland sich bei Dr. Nasr rückversichert, keine muslimischen Gefühle verletzt zu haben, „unnötig und billig“. Diese letzten 20 Sekunden würden den gerade gesehenen Dokumentarfilm unterminieren.
Afroze Zaidi-Jivraj von The Huffington Post meinte, dass Holland mit dieser Dokumentation versucht habe, ein westliches Geschichtsverständnis anderen Kulturen überzustülpen. Damit „hätte er nur das Verständnis für einen schon jetzt wenig verstandenen Glauben und seine viel geschmähten Anhänger erschwert“.
In der iranischen Presse wurde die Dokumentation als Beleidigung des Islams dargestellt. Die Islamic Education and Research Academy (IERA) beschuldigte Holland, unbegründete Unterstellungen aufgestellt und sich auf selektive Forschungen gestützt zu haben.